# 裂鼻蛇鰻
裂鼻蛇鰻，為輻鰭魚綱鰻鱺目糯鰻亞目蛇鰻科的其中一種，分布於印度太平洋區，從查戈斯群島至社會群島海域，體長可達20公分，棲息在潟湖、珊瑚生長的淺水處，屬肉食性，生活習性不明。